# File archivio
Un file archivio (in inglese archive file) è un file contenente metadati (che possono comprendere informazioni sul volume e sul mezzo sorgente, sulla struttura delle directory, sulla rilevazione di errori e sul recupero di informazioni, commenti sui file) e che impiega di solito qualche forma di compressione dati senza perdita. 
I file archivio possono anche essere cifrati in parte o in tutto. Si usano per raccogliere file di dati multipli insieme in un unico file per una più facile portabilità e memorizzazione.

## Descrizione
I file archivio del computer sono creati da software per archiviatori di file, software per la masterizzazione di dischi ottici, o software per immagini disco che usano un formato archivio stabilito dal software stesso. L'estensione o l'intestazione del file archivio sono indicatori del formato di file utilizzato.
I file archivio a volte sono accompagnati da file archivio di parità (PAR) che consentono forme addizionali di rilevazione degli errori e di recupero, particolarmente il recupero di file mancanti in un archivio multi-file.
Gli archivi possono avere estensioni come .zip, .rar, .7z, .tar, .jar, .war, ecc. (nota: di questi, .tar è l'unico che non comprende la compressione).
Anche un volume di un'unità rigida, un RAID e una Shadow Copy/snapshot possono essere considerati file archivio. In questo caso, il sistema operativo sarebbe l'archiviatore di file.

## Storia
I file archivio erano usati in origine per memorizzare file importanti su mezzi alternativi (come i nastri) al fine di garantirne la preservazione e la recuperabilità. Ora i file archivio sono usati comunemente per trasferire file e per la distribuzione e installazione di software.
| Solo archiviazione                                  | ar, cpio, shar, tar, LBR, BagIt                                                                                         |
| Solo compressione                                   | bzip2, gzip, lzip, lzop, xz, SQ, compress                                                                               |
| Archiviazione e compressione                        | 7z, ACE, ARC, Arj, Cabinet, cfs, cpt, DGCA, .dmg, GCA, kgb, LHA, LZX, PEA, qda, RAR, rzip, sit, SQX, UDA, Xar, zoo, ZIP |
| Creazione di pacchetti e distribuzione di software  | pkg (SVR4), deb, pkg (Mac OS X), RPM, RUNZ, MSI, JAR (WAR, RAR (Java), EAR)                                             |
| Creazione di pacchetti e distribuzione di documenti | OEB Package Format, OEBPS Container Format, Open Packaging Conventions, PAQ                                             |